# حمزه دریوش
حمزه دریوش (عربی: حمزة الدريوش؛ زادهٔ ۱۶ نوامبر ۱۹۹۴) ورزشکار دو و میدانی اهل قطر است.